# Borcová
Borcová és un poble i municipi d'Eslovàquia que es troba a la regió de Žilina, al centre-nord del país.
La primera menció escrita de la vila es remunta al 1302.

## Demografia
| Godina             | 1994 | 2004    | 2014    | 2024   |
| ------------------ | ---- | ------- | ------- | ------ |
| Nombre de persones | 111  | 126     | 148     | 153    |
| Diferència         |      | +13,51% | +17,46% | +3,37% |

| Godina             | 2023 | 2024   |
| ------------------ | ---- | ------ |
| Nombre de persones | 151  | 153    |
| Diferència         |      | +1,32% |